# Se upp!
Se upp! (engelska: Watch It) är en amerikansk komedifilm från 1993 i regi av Tom Flynn. I huvudrollerna ses Peter Gallagher, Suzy Amis, John C. McGinley, Jon Tenney, Cynthia Stevenson, Lili Taylor och Tom Sizemore.

## Rollista i urval
- Peter Gallagher - John
- Suzy Amis - Anne
- John C. McGinley - Rick
- Jon Tenney - Michael
- Cynthia Stevenson - Ellen
- Lili Taylor - Brenda
- Tom Sizemore - Danny
- Terri Hawkes - Denise
- Jordana Capra - callgirl